# بایشورگاردن، فلوریدا
بایشورگاردن (به انگلیسی: Bayshore Gardens) یک منطقهٔ مسکونی در ایالات متحده آمریکا است که در شهرستان ماناته، فلوریدا واقع شده‌است. بایشورگاردن ۹٫۳ کیلومتر مربع مساحت و ۱۷٬۳۵۰ نفر جمعیت دارد و ۴ متر بالاتر از سطح دریا قرار دارد.